# Mad Clown
Jo Dong-rim (hangul: 조동림), mer känd under artistnamnet Mad Clown (hangul: 매드클라운), född 25 mars 1985, är en sydkoreansk-amerikansk rappare och låtskrivare.
Låten "Once Again" som han framför tillsammans med sångerskan Kim Na-young är OST till Descendants of the Sun som sändes på KBS år 2016 och har nått andra plats på den nationella singellistan Gaon Chart.

## Diskografi

### Album
| Albuminformation                                          | Topplacering          |
| Albuminformation                                          | Sydkorea (Gaon Chart) |
| --------------------------------------------------------- | --------------------- |
| Luv Sickness (Singelalbum) - Släppt: 22 oktober 2008      | —                     |
| Anything Goes (EP-skiva) - Släppt: 4 november 2011        | —                     |
| Fierce (EP-skiva) - Släppt: 4 april 2014                  | 21                    |
| Piece of Mine (EP-skiva) - Släppt: 9 januari 2015         | 8                     |
| Love Is a Dog From Hell (EP-skiva) - Släppt: 16 mars 2017 | 26                    |

### Singlar
| År   | Titel                                          | Topplacering          |
| År   | Titel                                          | Sydkorea (Gaon Chart) |
| ---- | ---------------------------------------------- | --------------------- |
| 2008 | "Flowdown" (ft. Hwana & Tak)                   | —                     |
| 2008 | "Luv Sickness" (ft. Junggigo)                  | —                     |
| 2010 | "I Just Want U" (med Crucial Star)             | —                     |
| 2011 | "Basil" (ft. Brother Su)                       | —                     |
| 2013 | "Stupid In Love" (med Soyou)                   | 1                     |
| 2013 | "Brilliant Is" (med flera artister)            | —                     |
| 2014 | "Without You" (ft. Hyolyn)                     | 3                     |
| 2014 | "Love Is You" (med Starship Planet)            | 10                    |
| 2015 | "Fire" (ft. Jinsil)                            | 1                     |
| 2015 | "0 (Young)" (med Giriboy, Jooyoung & Monsta X) | —                     |
| 2015 | "Two Lovers" (av Davichi)                      | 2                     |
| 2015 | "Get Low" (med Jooheon)                        | 65                    |
| 2015 | "Sour Grapes" (med San E)                      | 2                     |
| 2015 | "Softly" (med Starship Planet)                 | —                     |
| 2016 | "Like Romance Comics" (med Brother Su)         | —                     |
| 2016 | "H.ear Your Colors" (ft. Jooheon)              | —                     |
| 2016 | "That's What" (med K.Will)                     | 27                    |
| 2016 | "Lie" (ft. Lee Hae-ri)                         | 10                    |
| 2016 | "Love Wishes" (med Starship Planet)            | —                     |
| 2017 | "Lost Without You" (ft. Bolbbalgan4)           | 5                     |
| 2017 | "Love Is a Dog From Hell" (ft. Suran)          | 8                     |

### Soundtrack
| År   | Titel                                | Topplacering          | Serie                  |
| År   | Titel                                | Sydkorea (Gaon Chart) | Serie                  |
| ---- | ------------------------------------ | --------------------- | ---------------------- |
| 2014 | "Chocolate Cherry Night" (med Yozoh) | 45                    | Hi! School: Love On    |
| 2016 | "Once Again" (med Kim Na-young)      | 2                     | Descendants of the Sun |